# Porte des étoiles
Vous pouvez aider à l'améliorer ou bien discuter des problèmes sur sa page de discussion.
- Il peut contenir un travail inédit ou des déclarations non vérifiées. Vous pouvez l’améliorer en ajoutant des références. (Marqué depuis juin 2024)

Vous pouvez aider à l'améliorer ou bien discuter des problèmes sur sa page de discussion.
- Il ne s’appuie pas, ou pas assez, sur des sources secondaires ou tertiaires. (Marqué depuis juin 2024)

- Archive Wikiwix
- Bing
- Cairn
- DuckDuckGo
- E. Universalis
- Gallica
- Google
- G. Books
- G. News
- G. Scholar
- Persée
- Qwant
- (zh) Baidu
- (ru) Yandex
- (wd) trouver des œuvres sur Wikidata

 (juin 2024).
Une porte des étoiles est un appareil de transport interplanétaire fictif du film Stargate, la porte des étoiles. Il est l'élément central de l'univers de fiction Stargate qui comprend les séries de télévision Stargate SG-1, Stargate Atlantis, Stargate Infinity, Stargate Universe et Stargate Origins. Ces appareils sont décrits comme ayant été créés par un peuple appelé « les Anciens », et ils servent à manipuler l'espace-temps, principalement dans le but de créer un trou de ver.

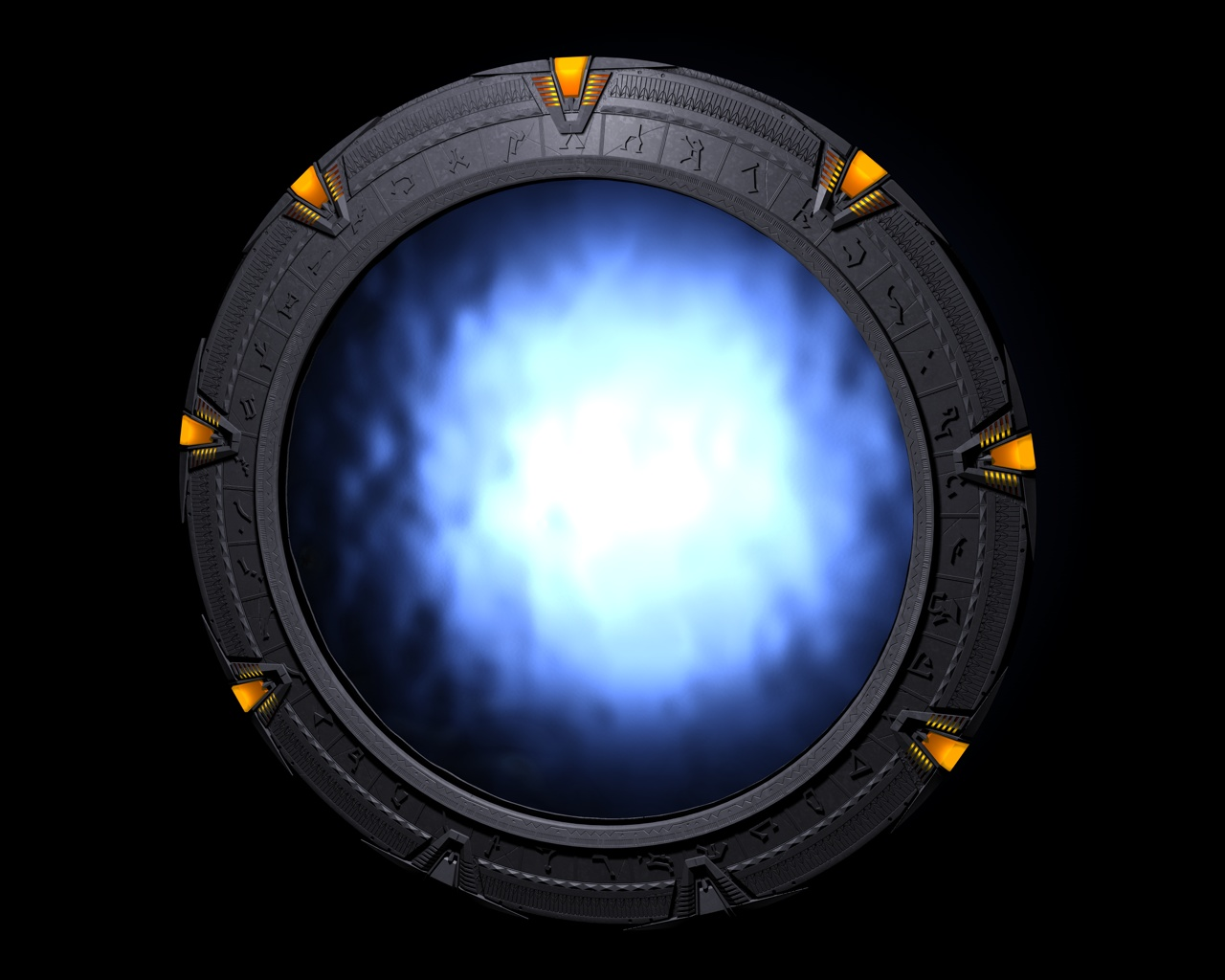
Vue d'une porte des étoiles de la Voie lactée ouverte.

## Description

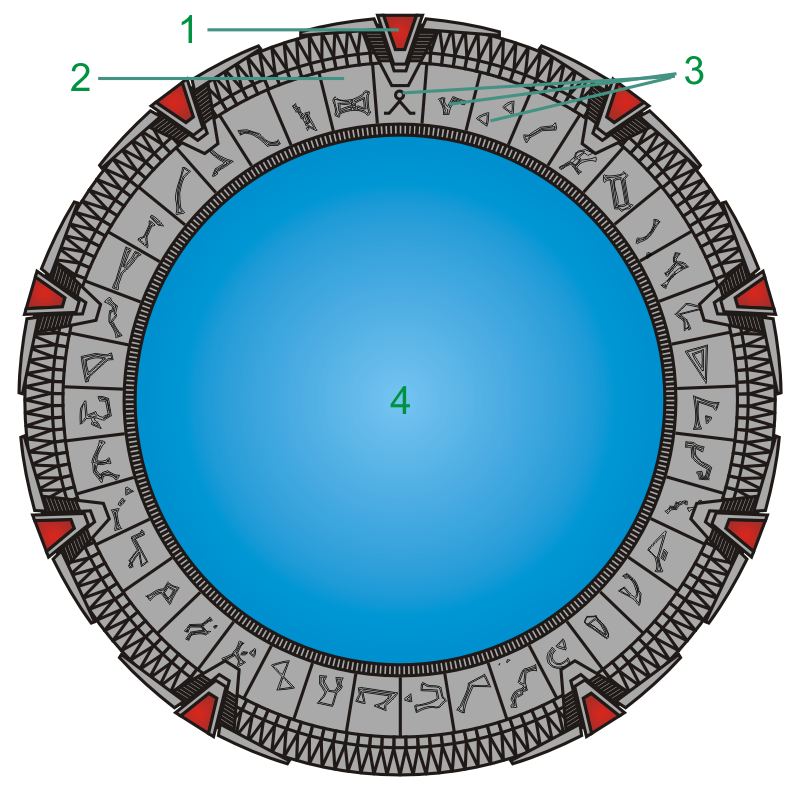
1 : Chevron
2 : Anneau des adresses
3 : Symboles
4 : Horizon des événements

La porte des étoiles présente dans le Stargate Command, a la forme d'un grand anneau extérieur d'environ 6,70 m de diamètre, dans lequel est imbriqué un deuxième anneau, rotatif, sur lequel sont gravés 39 symboles.
Neuf « chevrons » sont disposés régulièrement autour de l'anneau extérieur et s'enclenchent au moment où le symbole choisi s'arrête devant eux.
L'intérieur du disque formé par la porte est vide quand la porte est inactive, mais c'est là que se stabilise l'entrée du vortex appelée « Horizon des évènements » quand la porte est en fonctionnement.

## Histoire fictive
Le film Stargate, la porte des étoiles décrit comment une porte des étoiles est découverte en 1928 à Gizeh en Égypte par l'égyptologue Langford. Ce personnage interprète les hiéroglyphes en ancien égyptien présents sur la dalle qui recouvrait la porte, comme signifiant porte du ciel ou porte du paradis, et en conclut qu'il s'agit d'une sorte de porte mythique vers l'au-delà.

## Fonctionnement
La principale utilisation d'une porte des étoiles est de voyager très rapidement d'un endroit à un autre de la galaxie en utilisant un tunnel hyperspatial vers une autre porte des étoiles à condition que celle-ci se trouve sur une planète ou son orbite. Une porte peut être protégée par un iris pour empêcher la plupart des attaques[Quoi ?].

## Accessoires et effets spéciaux
Pour le premier épisode de Stargate SG-1, la production réutilisa des éléments de la « porte » qui avait servi pour les décors du film deux ans plus tôt et elle en fabriqua une seconde. Elles sont en acier et en fibre de verre et ont un diamètre de 6,7 m. La première porte, celle issue du film, sert pour les décors extérieurs, alors que la seconde est totalement automatisée et est capable de faire tourner l'anneau des adresses, mû par un moteur de huit chevaux, et d'actionner ses chevrons sur demande. L'ordinateur qui contrôle la porte peut démarrer et stopper la rotation de l'anneau des adresses de manière rapide et précise grâce à des capteurs laser situés sur les sept chevrons du haut.
Tout ce système rend la porte intransportable ce qui explique qu'elle était donc cantonnée aux studios de Vancouver qui abritaient le décor du SGC. La seconde porte est moins élaborée car elle ne peut pas faire tourner son anneau des adresses seule ni actionner ses chevrons. Elle est utilisée pour les scènes en extérieur.
Outre ces deux portes « véritables », il existe de nombreuses autres portes qui ne sont en fait qu'en deux dimensions afin de pouvoir les transporter plus facilement sur les différents lieux de tournage ; elles sont alors filmées uniquement de face afin de maintenir l'illusion.
Si une prise de vue implique un mouvement de l'iris (ouverture ou fermeture en général), il est ajouté en post-production car la mécanique qu'il met en œuvre serait extrêmement complexe à reproduire dans la réalité. En revanche, si une vue montre l'iris fermé, celui-ci est emboité dans la porte à la manière d'un couvercle.
Les effets spéciaux des séries Stargate SG-1 et Stargate Atlantis sont produits par le studio Rainmaker Entertainment, mais certaines scènes ont été produites en interne. La scène de bataille dans l'épisode SG-1 9x20 La Première vague notamment a été produite en interne.
Pour réduire les coûts, l'ouverture et la fermeture de la porte sont le plus souvent suggérées via un effet sonore suivi d'effets lumineux se rapprochant d'une surface d'eau éclairée. Cet effet lumineux est obtenu grâce à une très grande feuille d'aluminium.
La porte en elle-même est presque toujours filmée sur un fond uni afin de faciliter l'incrustation des effets spéciaux lors du passage d'un personnage au travers de la porte, par exemple. Occasionnellement, il arrive que la porte soit entièrement générée par ordinateur, notamment quand elle se déplace ou que son installation sur place est impossible, ou à un prix exorbitant.

## Dans d'autres œuvres

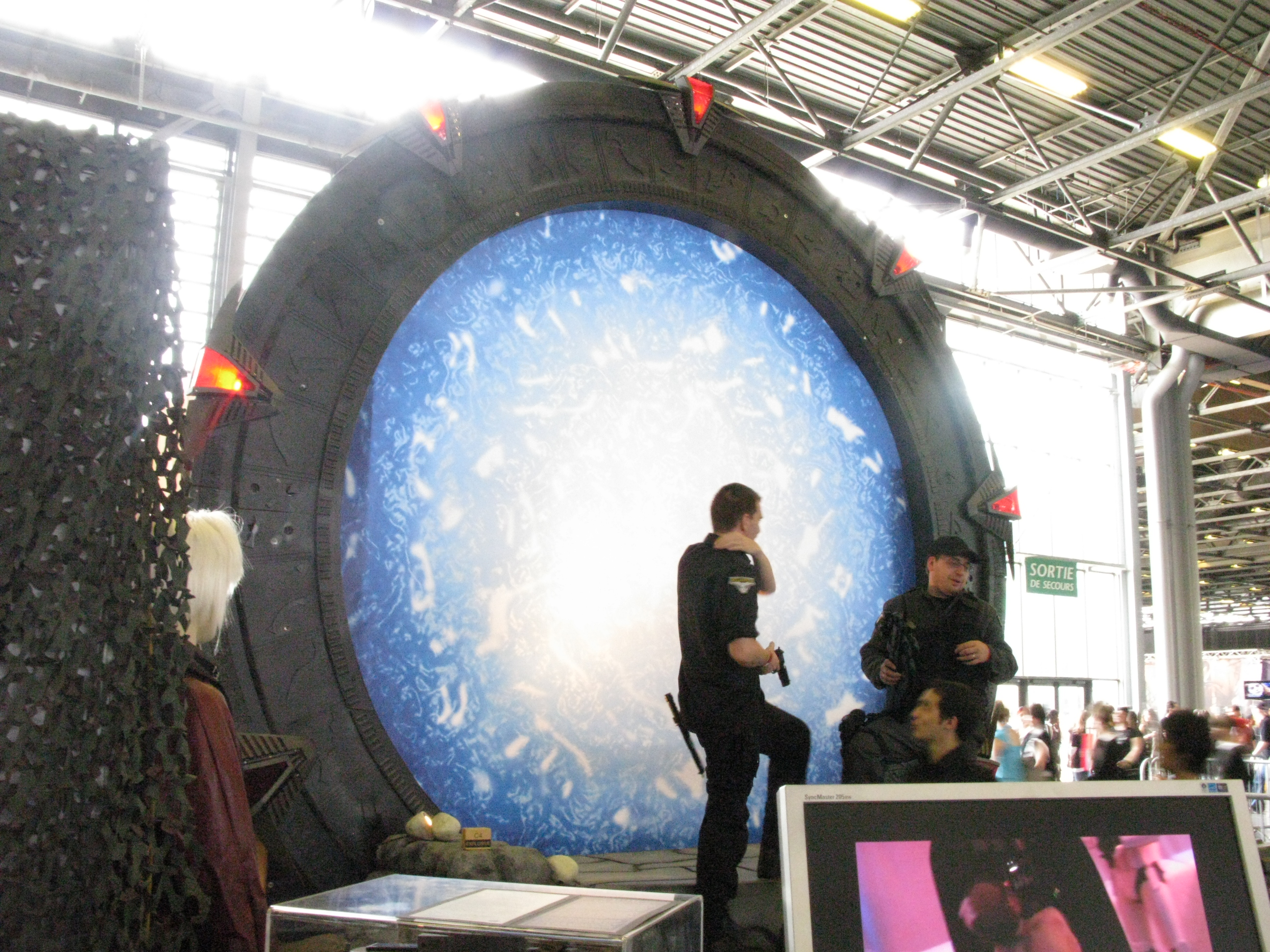
Exposition d'une porte des étoiles à la Japan Expo 2008

Le principe d'une porte permettant de passer rapidement d'un endroit à un autre n'est pas nouveau dans la science-fiction (portes spatiales dans Buck Rogers, portails iconiens dans Star Trek, Babylon 5, The Expanse, etc.), mais c'est dans Stargate que le concept a été le plus développé[réf. souhaitée].
L'idée a été reprise dans de nombreux ouvrages de science-fiction et même de science fantasy. Dans de nombreux jeux vidéo (Outcast, Dofus, un mods de Garry's Mod, World of Warcraft, Wakfu, des mods de Minecraft, un plugin de Minecraft, Eve Online), des équivalents de la porte des étoiles sont présents, et ils sont souvent très proche de ceux de Stargate .